# Mariaheide
Mariaheide est un village situé dans la commune néerlandaise de Meierijstad, dans la province du Brabant-Septentrional. Le 1er janvier 2007, le village comptait 1 597 habitants.

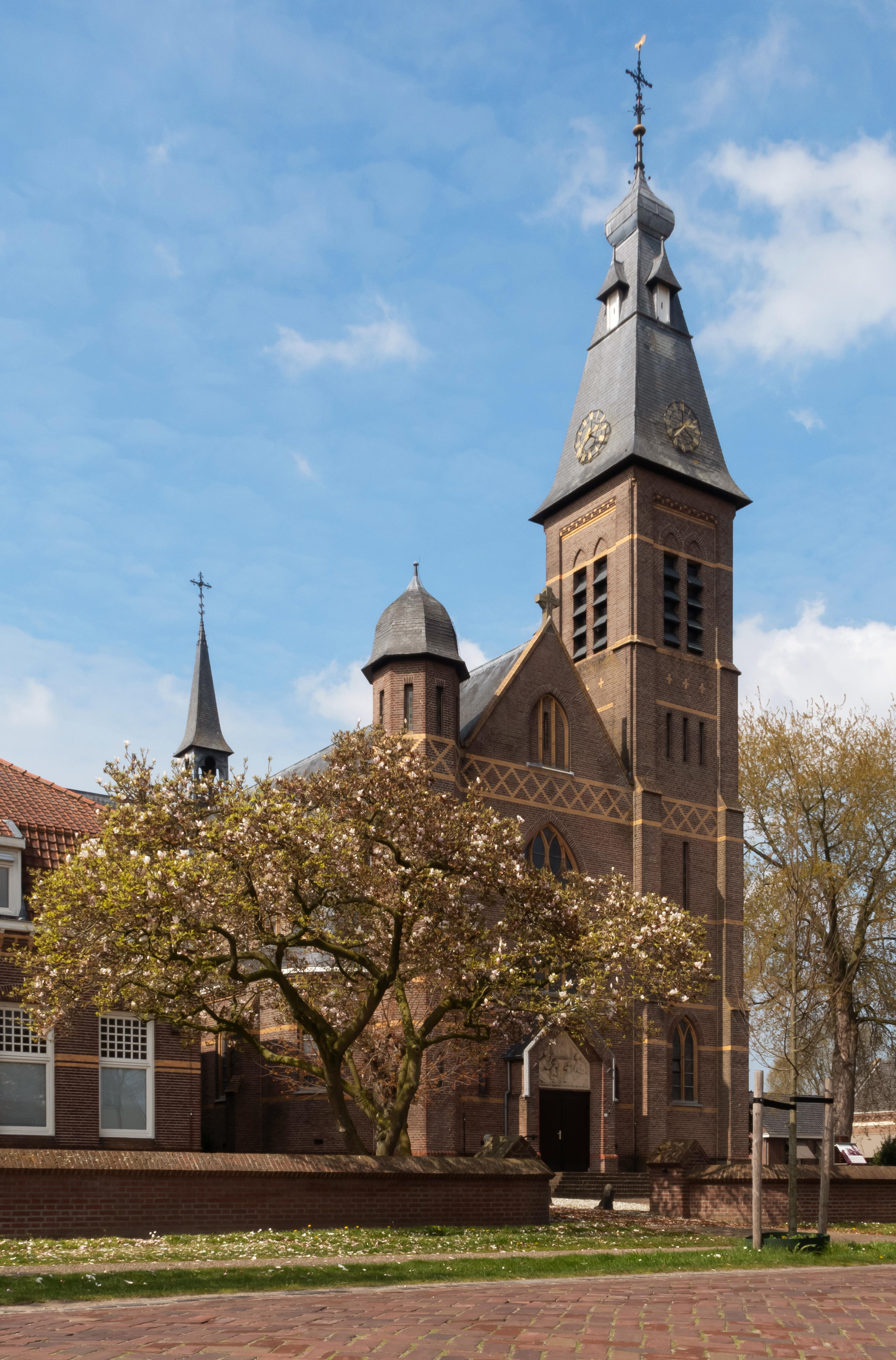
Mariaheide, l'église catholique : ensemble kerk OLV van Goede Raad